# فاليري غروف
فاليري غروف (بالإنجليزية: Valerie Grove)‏ هي صحفية بريطانية، ولدت في 11 مايو 1946.